# José Torán de la Rad
José Torán de la Rad (Teruel, 1888-Teruel, 1932) fue un ingeniero de caminos, industrial y político español.

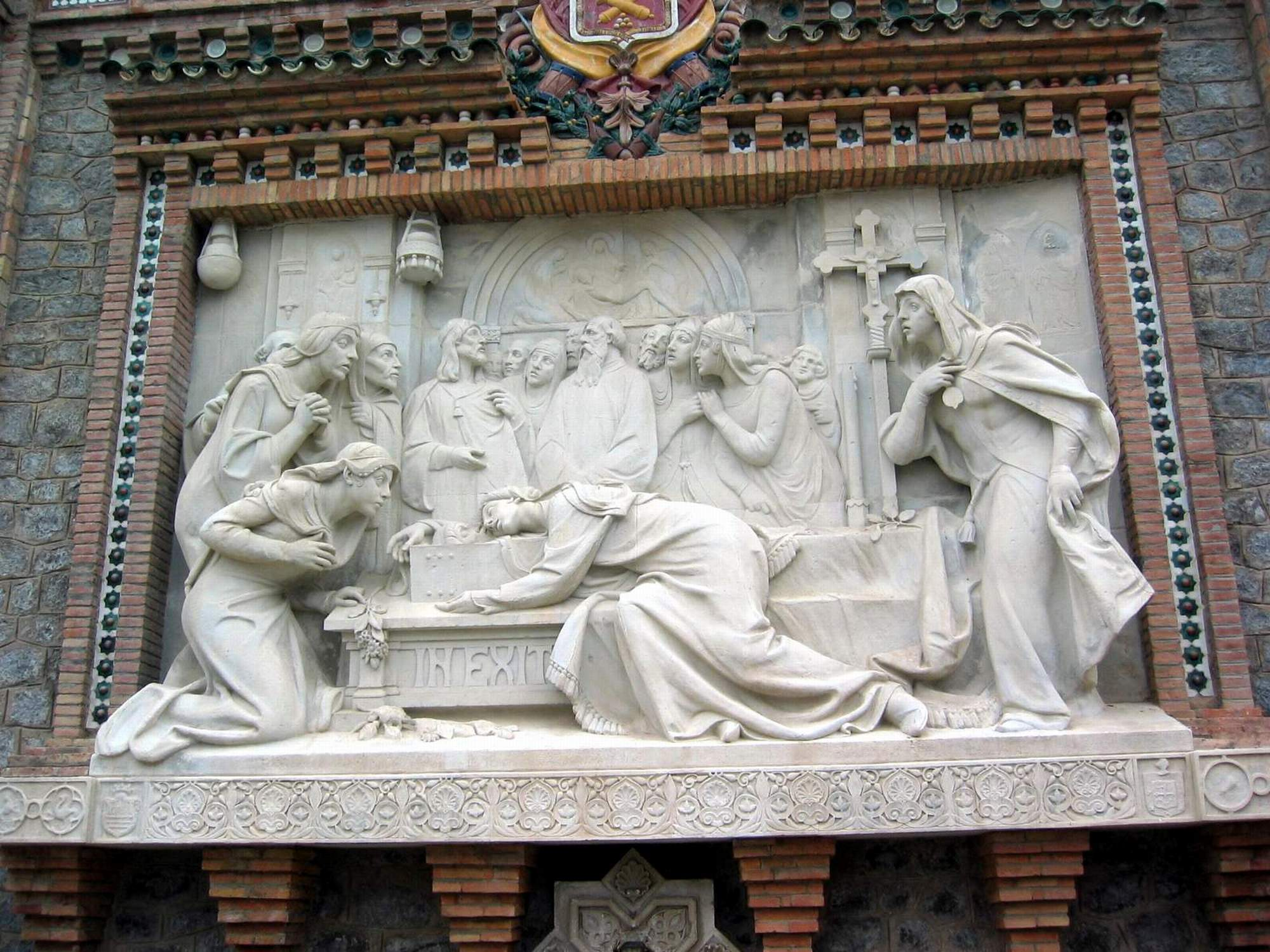
Detalle del altorrelieve de los Amantes en la «Escalinata de la Estación» de Teruel, obra del escultor segoviano Aniceto Marinas (1921).

## Biografía
Perteneciente a una notable familia de la burguesía turolense, concluyó sus estudios de Ingeniería de Caminos en 1911. Sucesivamente, fue pensionado en Berna, Suiza (1912), destinado al año siguiente a Badajoz (1913) y regresa a su ciudad natal poco después (1914), realizando en estos años diversas obras de ingeniería.
Pasaba temporadas en Madrid; de hecho estaba muy bien relacionado con las altas esferas de la capital, razón por las que ha sido calificado como «cacique popular», en tanto intermediario y «conseguidor» de beneficios para Teruel.
A comienzo de los años veinte, estando adscrito como Ingeniero de Caminos a la Jefatura de Obras Públicas de Teruel, proyectó la célebre «Escalinata de Teruel» (1920-1921), obra que comunica la estación de tren con el paseo del Óvalo, favoreciendo el acceso a la ciudad y embelleciéndola, lo que le dio gran popularidad entre sus convecinos.
Fue promotor del periódico independiente La Provincia (1921-1924), y ese mismo año compró un avión en París al que puso por nombre «Teruel», aeronave que más adelante sería destinada a la guerra de Marruecos.
Posteriormente entró en política, presentándose a las elecciones municipales de junio de 1922, comicios de los que salió elegido Alcalde por unanimidad de los concejales, «republicanos incluidos»; pero su mandato al frente del Consistorio de Teruel fue corto, pues con el golpe de Estado del general Miguel Primo de Rivera en septiembre de 1923 se instaura la  I Dictadura (1923-1930) y es desterrado a Baleares, continuando allí su actividad profesional.
A finales de los años veinte fundó El Mañana (1928-1931), un periódico de tendencia monárquica. 
Llegada la II República Española, en las elecciones constituyentes del 28 de junio de 1931, se presentó como independiente: no fue elegido, aunque obtuvo un importante resultado en todos los partidos judiciales, con la excepción del Bajo Aragón.
Falleció en Madrid el 18 de enero de 1932 –tenía 44 años-, su entierro constituyó una imponente manifestación de duelo: entre los asistentes se hallaba su amigo Álvaro Figueroa, conde de Romanones, popular político monárquico.
En septiembre de ese mismo año, el Consistorio del Ayuntamiento de Teruel tomó el acuerdo de dar su nombre «José Torán» a la primera calle del Ensanche que se urbanizara, como ciertamente sucedió. A la salida del Viaducto viejo hay un monumento en su memoria –obra de su amigo, el escultor palentino Victorio Macho (1887-1966)-, erigido por suscripción popular e inaugurado a los tres años de su fallecimiento (1935).
Su biografía figura en la voz «Torán de la Rad, José» de la Gran Biblioteca Aragonesa (GBA).

## Familia
Nieto de José Torán Herreras, fundador de «Banca Torán» y alcalde de Teruel, e hijo de José V. Torán Garzarán y de Juana de la Rad Segovia, fue hermano de los ingenieros industriales Alfonso y Manuel Torán de la Rad, y sobrino de Dámaso Calixto Torán Garzarán, primer ingeniero de la familia y director de la «Teledinámica Turolense, S.A.».
Casado con María del Consuelo Peláez Guerra, tuvo seis hijos: José, Consuelo, Carlos, César, Juan Jesús y Luis Enrique Torán Peláez.

## Ingeniero y empresario
- Central de Albentosa, sobre el río Mijares (1912).

- Central de Castielfabib (Valencia), sobre el río Ebrón (1912-1914).

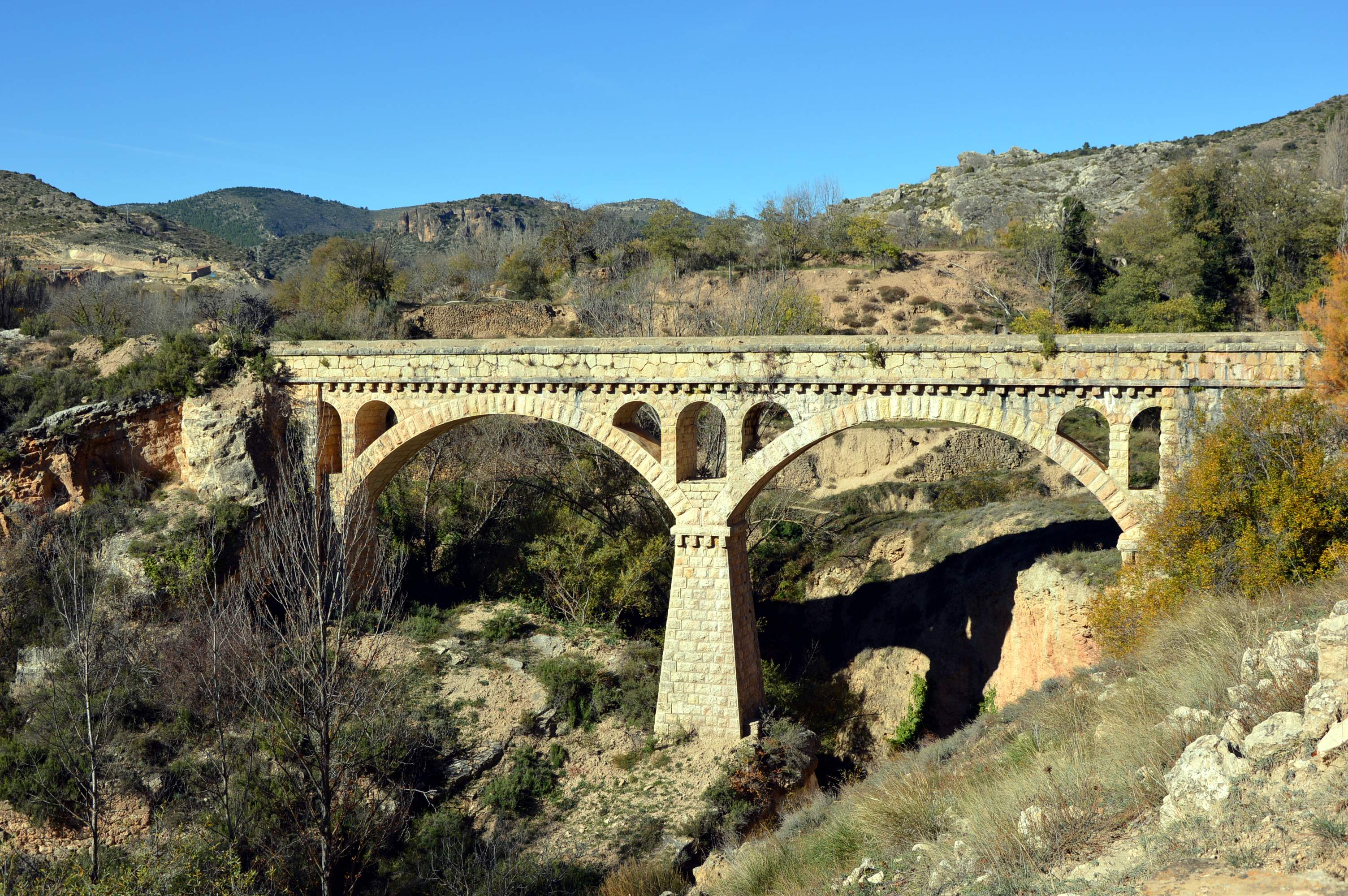
Vista general (meridional) de la arquería del acueducto que conduce al agua del Ebrón desde el azud hasta el salto de la Central de Castielfabib, obra de ingeniería hidráulica de José Torán de la Rad (1914).

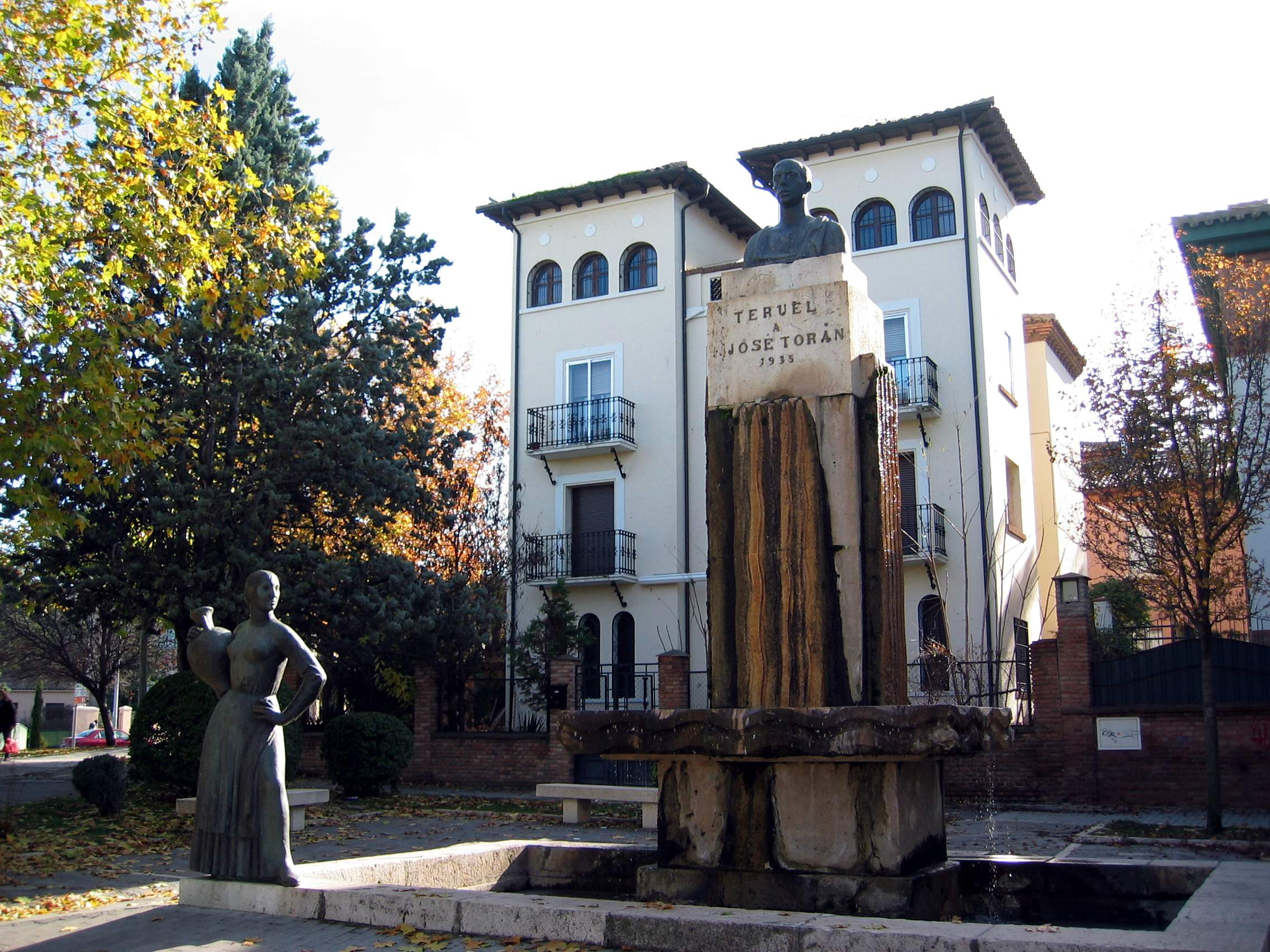
Vista general (frontal) del monumento erigido en memoria de José Torán de la Rad en Teruel (1935), obra del escultor palentino Victorio Macho.

- Durante su exilio en Mallorca, en colaboración con el arquitecto mallorquín Guillem Forteza (1892-1943), construyó para el pintor, coleccionista de arte y mecenas egipcio de origen griego Juan de Saridakis (1877-1963) una mansión (1923-1925), la que posteriormente sería Palacio de Marivent, actual residencia estival de la Familia Real Española.[1]

- En los años veinte fue el promotor de «Pavimentos Asfálticos, S.A.», empresa designada para la realización del Circuito Nacional de Firmes especiales, impulsado por el conde de Guadalhorce, cuyo primer tramo se llevó a cabo en la carretera de Algeciras a Málaga.

- Junto con el ingeniero gallego –Fernando Hué de la Barrera (1871-1935)- llevó a cabo dos significativas obras públicas turolenses, la Escalinata (1920) y el Viaducto (1929). Respecto de la Escalinata, obra emblemática para la ciudad de Teruel –situada entre la Estación del tren y el Paseo del Óvalo, entonces Paseo de la Infanta Isabel-:

«Cuando llegaban los viajeros a la Estación del Central de Aragón, el acceso al centro de la ciudad constituía una tarea ímproba, pues tenían que superar una empinada cuesta, pero además, el panorama que aparecía ante sus ojos no era un pórtico digno para la ciudad. Estos hechos motivaron la construcción de una escalera que favoreciera la comunicación y el acceso entre dos espacios: la Estación y el Paseo de la Infanta Isabel (Óvalo). Podía haberse resuelto la cuestión mediante una simple escalera funcional, pero José Torán de la Rad, cuando proyectó esta obra en 1920, se propuso darle un empaque monumental».
El difícil impulso del nuevo siglo, José Serafín Aldecoa Calvo 

En la Escalinata confluyen corrientes artísticas historicistas con la arquitectura mudéjar típica de la ciudad, mostrando a la vez rasgos gotiformes y modernistas. El bellísimo altorrelieve sobre la fuente, con iconografía de «Los Amantes», es obra del escultor segoviano Aniceto Marinas (1866-1953). La «majestuosa escalinata» fue inaugurada el 5 de junio de 1921, y en 2008 fue declarada Bien de Interés Cultural (BIC).
- Al finalizar los años treinta, a través de la empresa «Aguas del Guadalaviar» realiza una de sus obras más representativas, la traída de aguas a Teruel (1930), obra proyectada años antes y que habría de darle fama considerable entre sus conciudadanos, ya que resolvió el grave problema de abastecimiento que venía padeciendo la ciudad.

## Galería

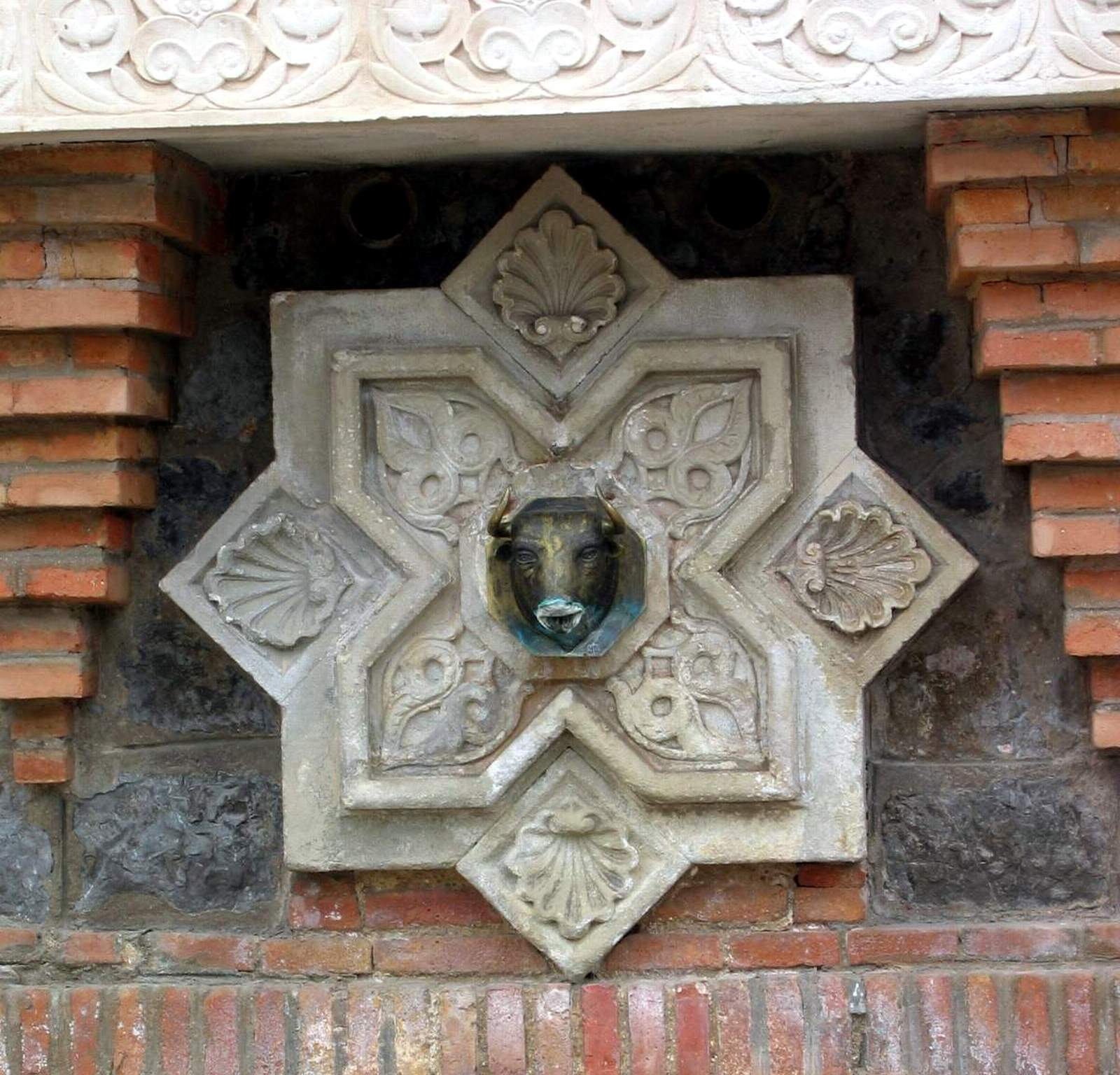
Detalle de estrella neo-mudéjar con cabeza de toro en la «Escalinata de la Estación» (Teruel), obra de José Torán de la Rad (1921).
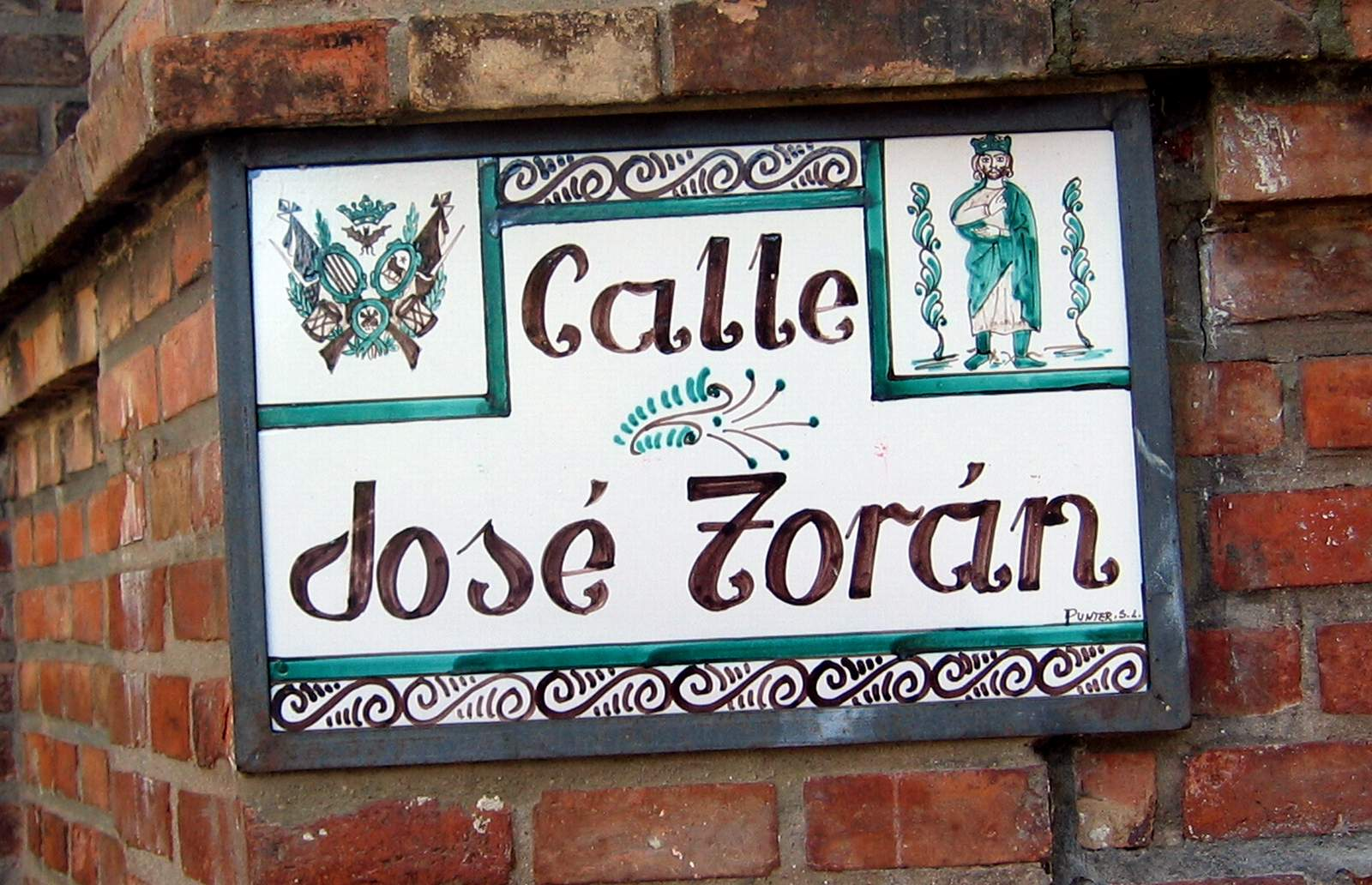
Detalle de placa cerámica correspondiente a la «calle José Torán» en Teruel.
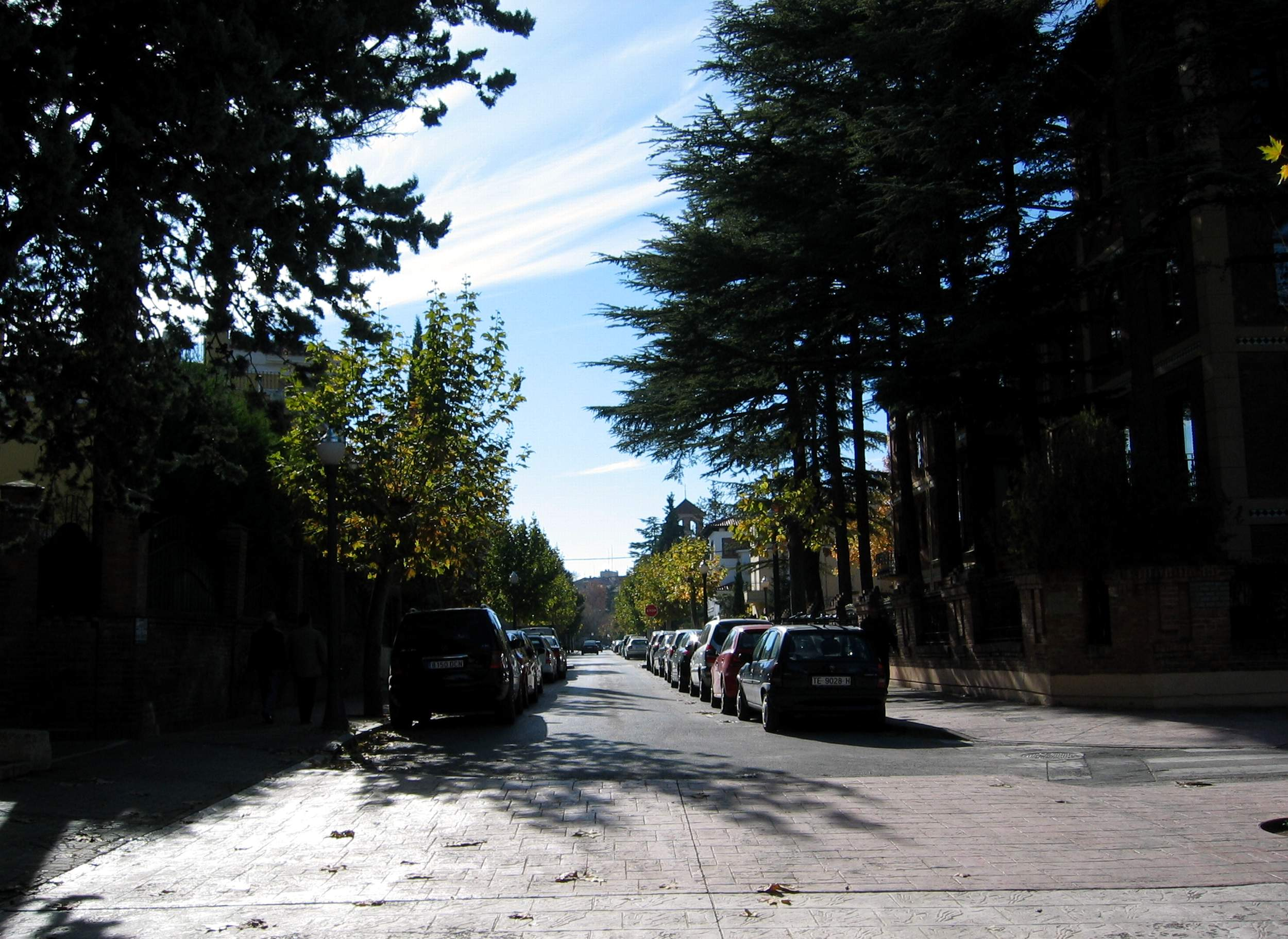
Comienzo de la «calle José Torán» en Teruel, junto al monumento erigido en su memoria.
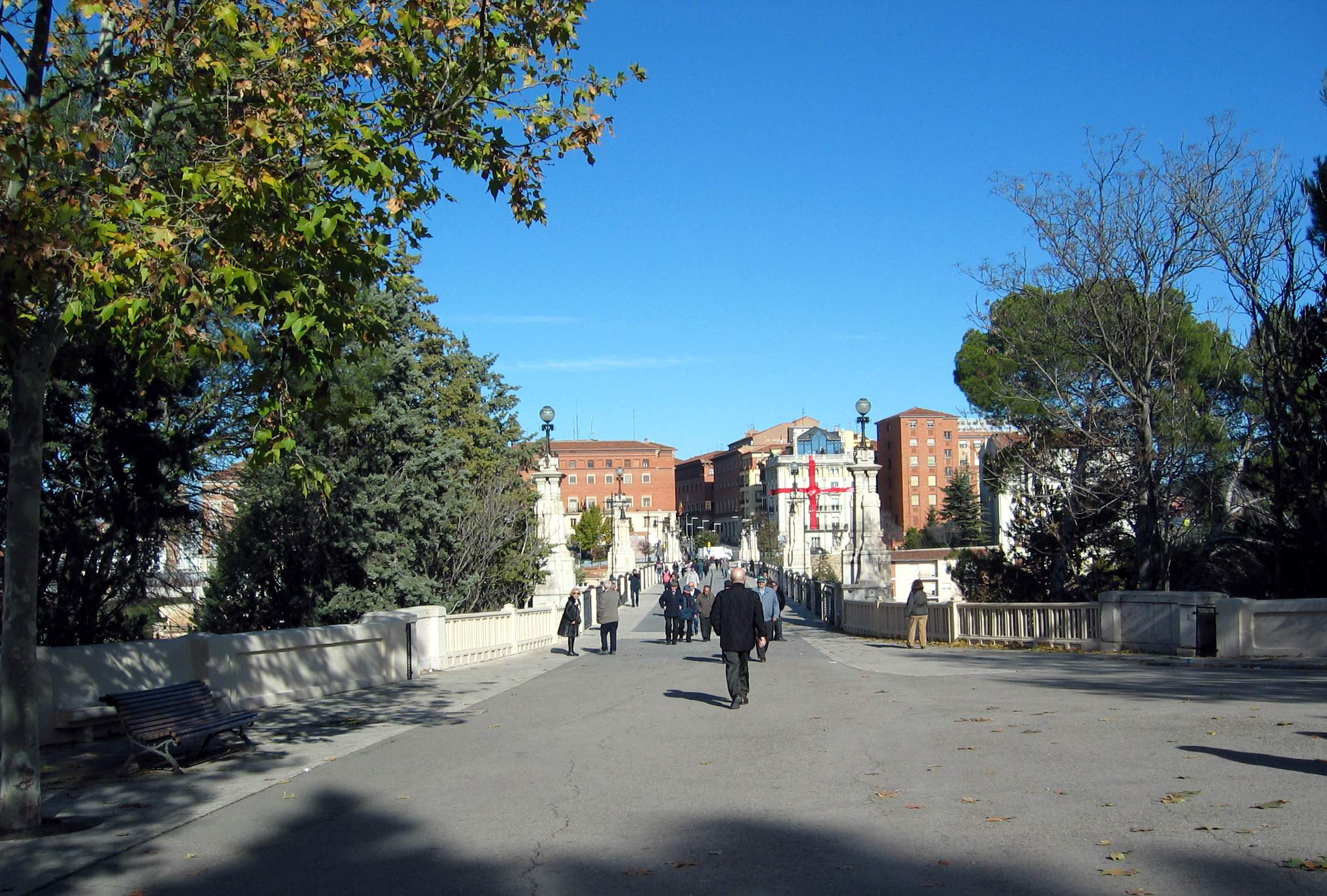
Vista parcial del Viaducto viejo en Teruel, desde la «calle José Torán».
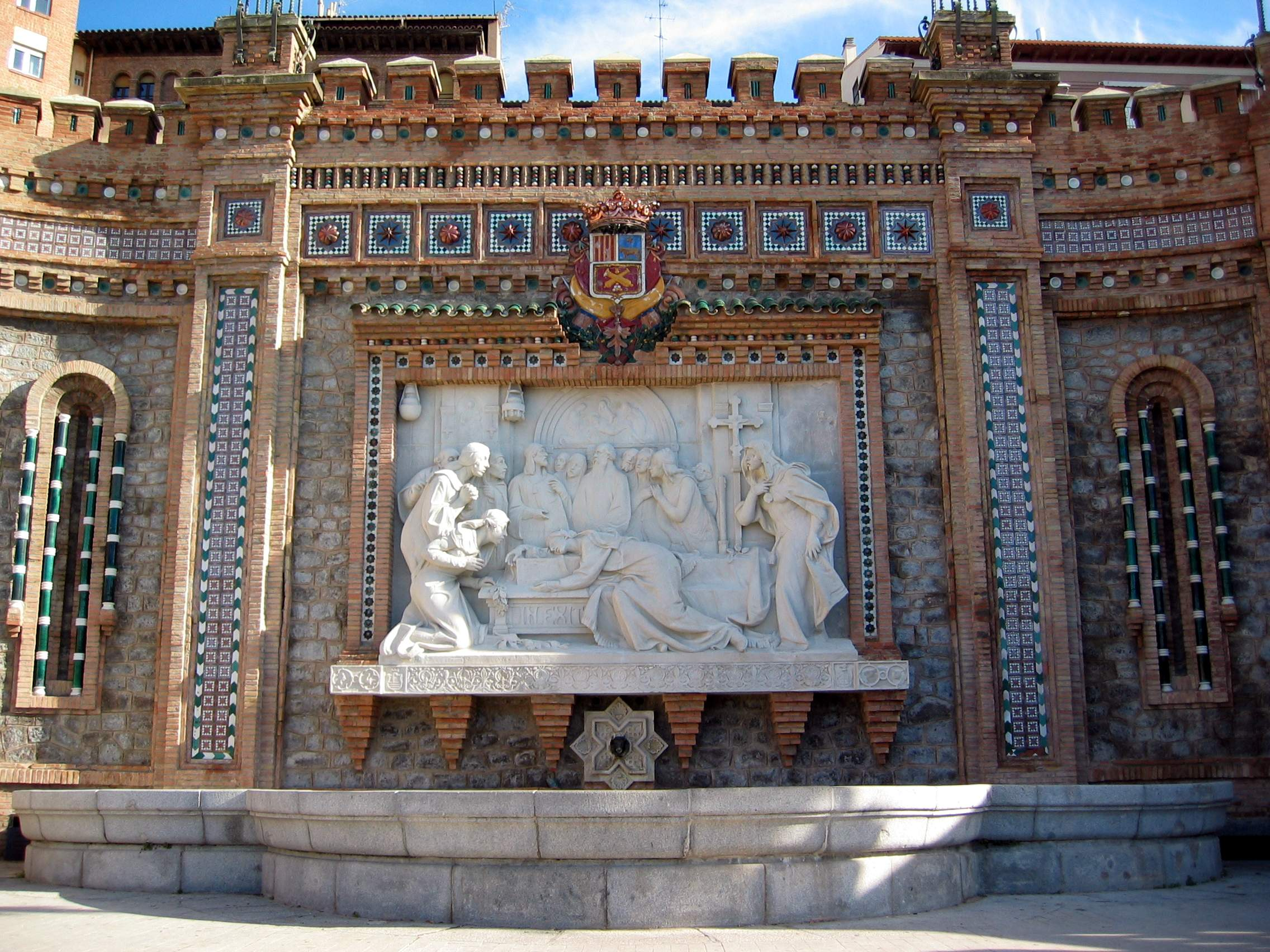
Vista del altorrelieve de los Amantes en la Escalinata de la Estación de Teruel, obra del escultor segoviano Aniceto Marinas (1921).
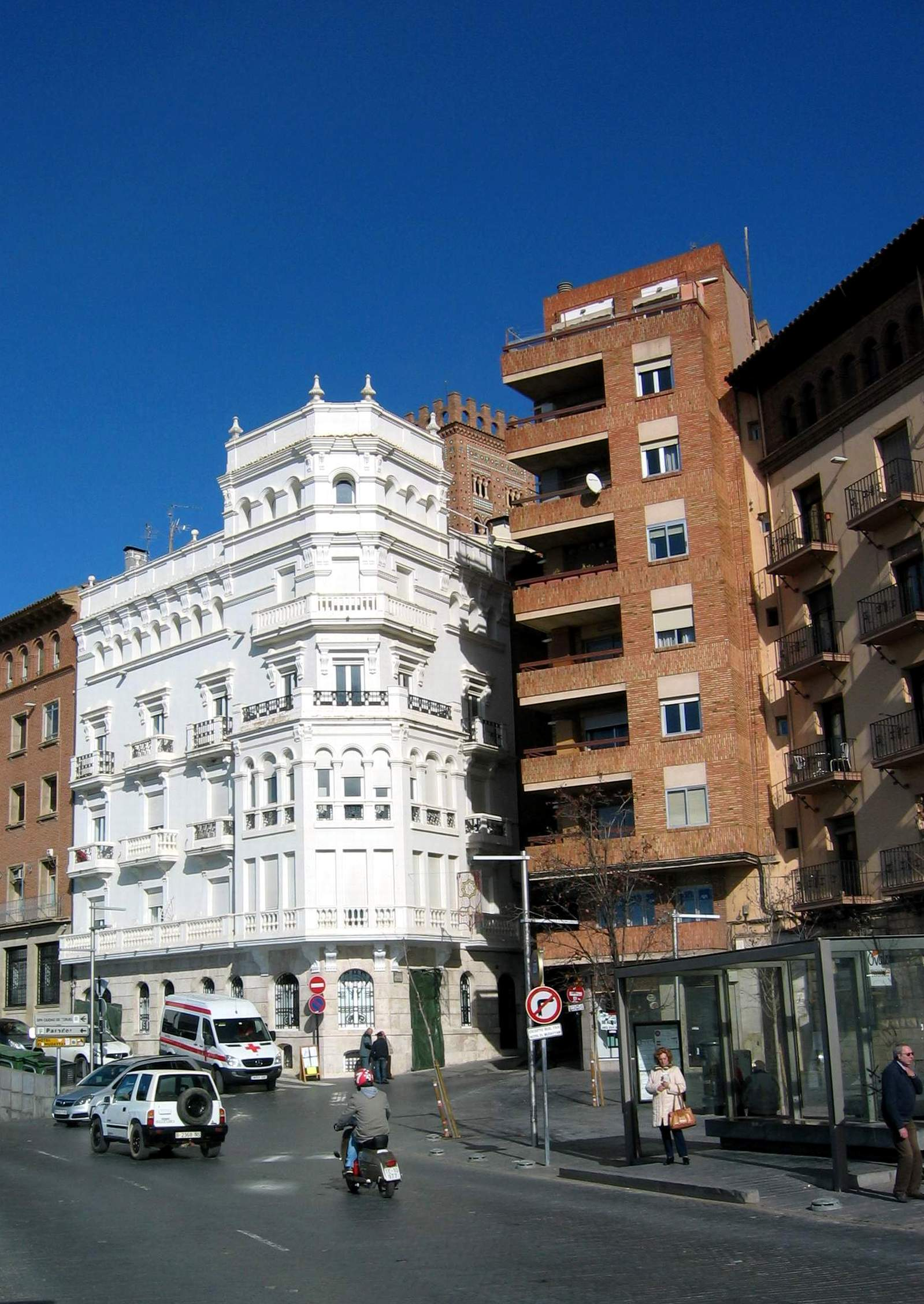
Vista fronto-lateral de la Casa Torán (blanca) en Teruel, esquina calle Nueva y paseo del Óvalo.
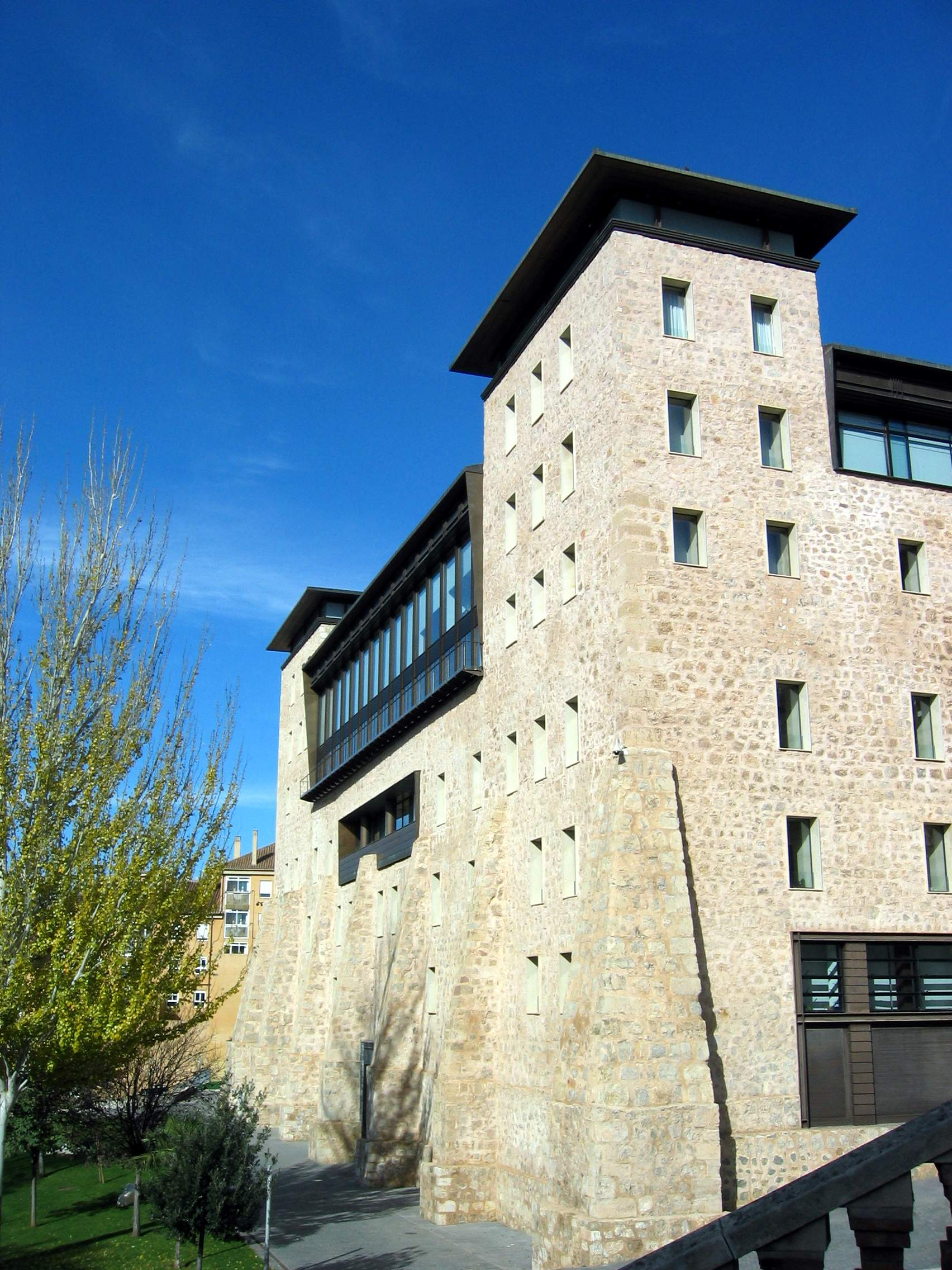
Vista postero-lateral (suroccidental) del edificio de la Delegación Territorial del Gobierno de Aragón en Teruel (antiguo Convento de los Carmelitas), desde la «Escalinata de la Estación».